# Jesuitennoviziat (Mainz)
Das ehemalige Jesuitennoviziat, ein Kolleg zur Unterrichtung von Schülern der Jesuiten, wurde im Zeitraum 1701 bis 1719 erbaut und befand sich in der Mainzer Altstadt. Es wurde 1953 fast vollständig von der Mainzer Stadtverwaltung abgerissen und durch einen Neubau ersetzt, der heute als städtisches Altenheim dient. Heute ist nur noch die 1715 bis 1719 erbaute St. Josephskapelle erhalten.

## Geschichte
Am 9. Dezember 1561 erfolgte die Gründung des „Kurfürstlichen Kollegs“ der Gesellschaft Jesu in Mainz durch Kurfürst Daniel Brendel von Homburg. Die Burse „Zum Algesheimer“ diente als Gebäude für den Unterricht und die Unterkunft zugleich. Die Zahl der Schüler wuchs bis 1580 auf 700 an. Bereits 1568 waren mehrere hundert Mitglieder am Kolleg, der als Teil der Kurfürstlichen Universität offiziell anerkannt wurde. In der ältesten Mainzer Stadtaufnahme von 1568 wird davon berichtet.

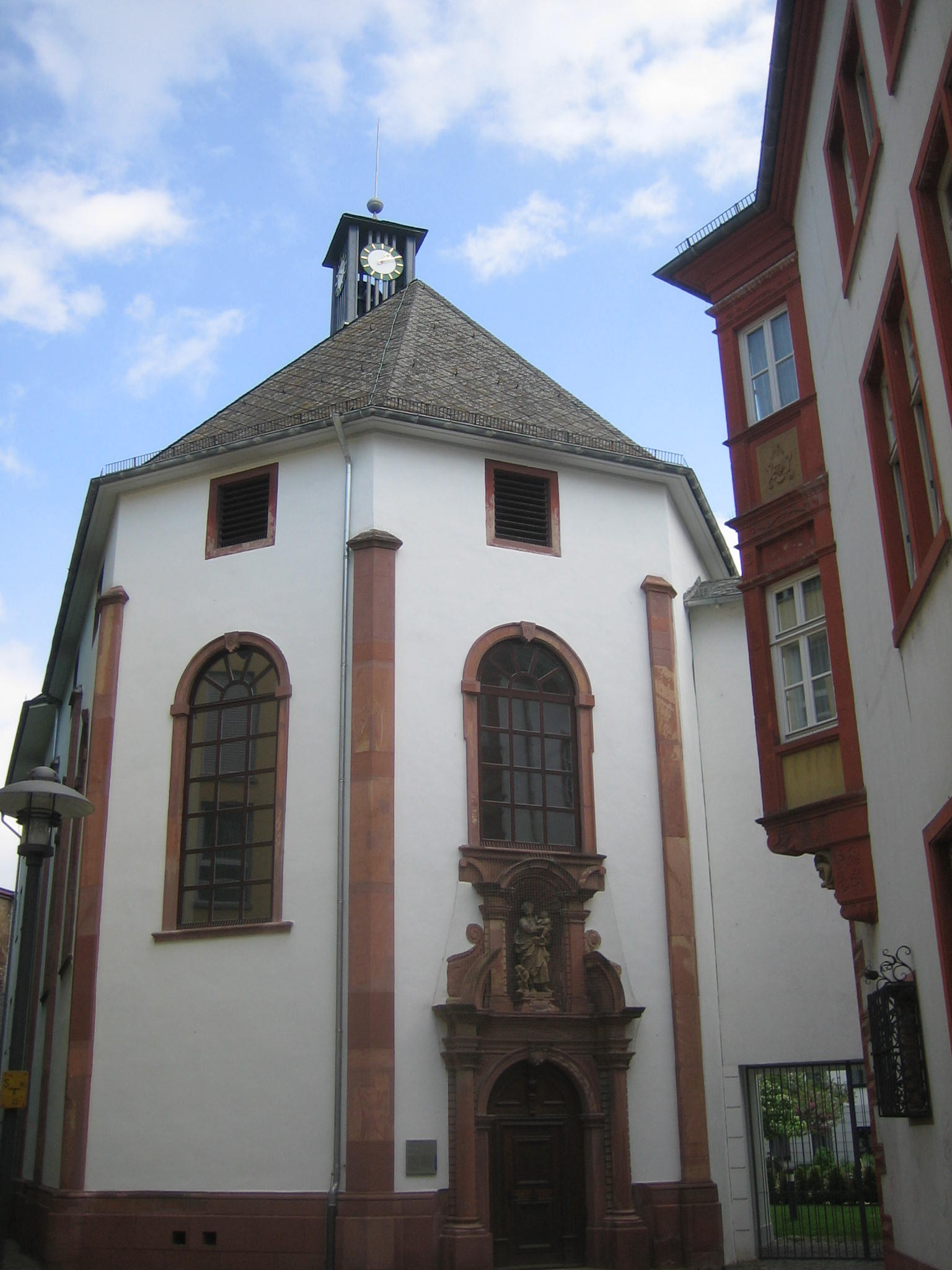
St. Josephskapelle

Die Gebäude des Jesuitennoviziats wurden ab 1701 errichtet. Die St. Josephskapelle wurde in den Jahren 1715 bis 1719 als Hauskapelle des Noviziats erbaut. Weihbischof Johann Edmund Gedult von Jungenfeld weihte die Kapelle am 21. Juni 1719, dem Fest des Heiligen Aloysius aus dem Jesuitenorden, ein.
Bis zur Ausweisung der Jesuiten aus der Stadt am 8. September 1773 befand sich dieses Novizenhaus der oberrheinischen Provinz des Jesuitenordens auf dem Gelände. Heute weist nur noch ein Sturz des Gebäudes, bezeichnet 1716, auf den ehemaligen Verwendungszweck hin. Danach wurde der Bau 1773 als erzbischöfliches Priesterseminar genutzt. Der radikalste Aufklärer im deutschen Katholizismus Felix Anton Blau wurde im damaligen Seminarhof begraben. Nach dem Ende des Mainzer Kurfürstentums und mit Beginn der französischen Sonderverwaltung wurden die Gebäude ab 1798 auf Vorgabe des Kommissars Joseph Lakanal als Zentralschule (École centrale), ab 1803 als Lyzeum genutzt. Während der Befreiungskriege dienten sie ab 1813 als Hospital und wurden dann Teil einer Kaserne. Karl Anton Schaab berichtet in Band 1 seiner Geschichte der Stadt Mainz

„Die Jesuiten hatten zu ihrer Gemächlichkeit einen Bogen über die Straße aus ihrem Kolleg in das Schulgebäude führen lassen: Schon im Jahre 1798 haben die Franzosen das Schulgebäude zur Kaserne eingerichtet und noch ist es eine kaiserl. österr. Kaserne.“

1848 wurde das Gelände von der Stadt Mainz durch den bürgerlichen Hospizienfond erworben, um hier Bedürftige unterzubringen. Im Zuge der Luftangriffe auf Mainz wurden das „Invalidenhaus“ 1942 schwer zerstört. Am 6. Januar 1956 eröffnete Oberbürgermeister Franz Stein das neue „Städtische Altersheim“.

## Bekannte Absolventen
- Heinrich Kilber, Theologe, Mitverfasser der Theologia Wirceburgensis
- Ulrich Munier, Theologe, Mitverfasser der Theologia Wirceburgensis
- Friedrich Spee,  Kritiker der Hexenprozesse und Kirchenlieddichter